# Pairagachha
Pairagachha is een census town in het district Hooghly van de Indiase staat West-Bengalen. 

## Demografie
Volgens de Indiase volkstelling van 2001 wonen er 4350 mensen in Pairagachha, waarvan 50% mannelijk en 50% vrouwelijk is. De plaats heeft een alfabetiseringsgraad van 80%. 